# John Lyly
John Lyly (Kent, 1554 – London, 1606. november 18.) angol regény- és drámaíró, az angol manierizmus kiemelkedő képviselője.

## Élete
Oxfordban szerzett diplomát 1575-ben. Irodalmi hírnevét három évvel később megjelent Euphues: The anatomy of wit című regénye és annak folytatása (Euphues and his England, 1580) alapozta meg, mely hamarosan rendkívül népszerűvé vált. Két év alatt négy kiadást ért meg és sokáig az előkelő társaság kedvenc olvasmánya maradt. A regény sikerének köszönhetően Lyly Lord Burghley (William Cecil, 1st Baron Burghley) pártfogoltja és rokonának, Oxford grófjának magántitkára lett. Számos vígjátékot írt, közülük többet az udvarnál is bemutattak. Lyly Erzsébet királynő udvarában szeretett volna álláshoz jutni, de ezt végül nem tudta elérni.

## Írói munkássága
Neve az irodalomtörténetben elsősorban népszerű regénye, az Euphues: The anatomy of wit révén ismert (Euphues, avagy a szellem[esség] anatómiája). Műfaját tekintve Babits Mihály utazási regénynek, Szerb Antal társalgási regénynek vagy társalgási mintagyűjteménynek nevezte. Klasszikus utalásokkal, hasonlatokkal zsúfolt, ellentétpárokat és szójátékokat sűrűn alkalmazó előadásmódja mesterkélt, modoros. Könyvének hőséről nevezték el ezt a stílust az angol irodalomban euphuizmusnak. A stílus a mai olvasó számára nehézkes, elavult, de hozzájárult az angol prózairodalom fejlődéséhez. Az euphuizmust Shakespeare sokat gúnyolta színműveiben, de nem tudta magát teljesen kivonni hatása alól.
John Lyly vígjátékai többnyire antik történetek könnyed hangvételű feldolgozásai. A Campaspe (1584) például Nagy Sándor nagylelkűségének anekdotájára épül, aki lemond a szépséges rableány, Campaspe kegyeiről vetélytársa, Apellész festő javára. A régi témákba ágyazva gyakran találhatók udvari intrikákra vonatkozó célzások vagy a szerző korára vonatkozó szatirikus utalások. Utóbbira példa az alkímista szatirikus alakja (Gallathea), vagy a középkori lovagi párviadalok kigúnyolása a szolgák dialógusában (Sapho and Phao). Több darabjában vidám, népies ízű betétek is előfordulnak, melyekhez hasonlók Shapespeare vígjátékaiban is találhatók. Az angol dráma történetét Lyly azzal is gazdagította, hogy az elsők között alkalmazott prózában írt dialógusokat színpadi művekben.

## Munkái

### Regénye
- Euphues: The anatomy of wit (1578)
- Euphues and his England (1580)

### Színpadi művei
- Campaspe (1584)
- Sapho and Phao (1584)
- Endymion (1591)
- Gallathea (1592)
- Midas (1592)
- Mother Bombie (1594)
- The Woman in the Moon (1597)
- Love's Metamorphosis (1601)

## Magyarul
- Campaspe; ford., jegyz. Jánosy István; inː Angol reneszánsz drámák. Shakespeare kortársai, 1-3.; vál., szerk., bev. Szenczi Miklós; Európa, Bp., 1961 (A világirodalom klasszikusai)